# Diego Florentín
Diego Florentín (* 27. Mai 1912; † unbekannt) war ein paraguayischer Fußballspieler. Der Mittelfeldspieler nahm mit der paraguayischen Nationalmannschaft an der ersten Fußball-Weltmeisterschaft 1930 teil.

## Karriere
Auf Vereinsebene spielte Diego Florentín mindestens von 1929 bis 1930 für den River Plate Asunción.
Bei der ersten Fußball-Weltmeisterschaft 1930 in Uruguay wurde Florentín in das paraguayische Aufgebot berufen. Er bestritt aber kein Turnierspiel.